# Gornjegermansko-retijski limes
Zgornjegermansko- Retijski limes (nemško Obergermanisch-Raetischer Limes), ali ORL, je 550 kilometrov dolg odsek nekdanje zunanje meje rimskega cesarstva med rekama Renom in Donavo. Teče od Rheinbrohla do Eininga na Donavi. Zgornjegermansko-Retijski limes je arheološko najdišče in od leta 2005 na Unescovem seznamu svetovne dediščine. Skupaj s spodnjegermanskim limesom je del limesa Germanicus .
Limese so uporabljali bodisi kot naravno mejo, kot je reka, bodisi običajno zemeljski breg in jarek z leseno palisado in opazovalnimi stolpi v intervalih. Za Limesom je bil zgrajen sistem povezanih utrdb.

## Terminologija
Izraz limes (množina: limites ) je prvotno pomenil "mejno pot" ali "odsek" v latinščini. V Nemčiji se "limes" običajno nanaša na Retijski limes in zgornjegermanski limes, skupaj imenovana limes Germanicus. Oba dela limesa sta poimenovana po sosednjih rimskih provincah Raetia (Rhaetia) in Germania Superior (Zgornja Germanija).
V rimskih limesih imamo prvič v evropski zgodovini jasno opredeljene teritorialne meje suverene države, ki so bile na terenu vidne tako prijateljem kot sovražnikom. Večina gornjegermansko-retijskega limesa ni sledila rekam ali gorskim verigam, ki bi tvorile naravne meje za Rimsko cesarstvo. Vključuje najdaljšo kopensko mejo v evropskem delu limesa, ki jo le nekaj kilometrov prekine odsek, ki sledi reki Main med Großkrotzenburgom in Miltenbergom . Nasprotno pa drugod v Evropi limes v veliki meri opredeljujeta reki Ren ( spodnjegermanski limes ) in Donava ( donavski limes ).

## Funkcija
Najnovejše raziskave se nagibajo k temu, da vsaj na zgornjegermansko-retijski limes ne gledajo kot na primarno vojaško razmejitveno črto, temveč kot nadzorovano gospodarsko mejo za nerimske dežele. Trdijo, da limesi niso bile primerni za preprečevanje sistematičnih zunanjih napadov. Zahvaljujoč spretni gospodarski politiki je rimsko cesarstvo razširilo svoj vpliv daleč na severovzhod, onstran meje. Dokaz za to so številni mejni prehodi, ki bi, čeprav so jih varovali rimski vojaki, omogočili živahno trgovino, in številne rimske najdbe v »Svobodni Germaniji« (do Jutlandije in Skandinavije ). Občasno so bili tudi poskusi, da bi rimske legije naselili onkraj limesa ali pogosteje novačili pomočnike. Posledično se je romanizacija prebivalstva razširila preko limesa .

### Cesarska komisija za limes
Šele po ustanovitvi Nemškega cesarstva so lahko arheologi začeli natančneje preučevati pot limesa, o kateri je bilo prej le rudimentarno znanje. Zaradi tega so lahko v drugi polovici 19. stoletja opravili prva sistematična izkopavanja. Leta 1892 je bila v Berlinu v ta namen ustanovljena Cesaraka komisija za limes (RLK) pod vodstvom antičnega zgodovinarja Theodorja Mommsena. Delo te komisije velja za pionirsko pri predelavi rimske provincialne zgodovine. Posebej produktivnih je bilo prvih deset let raziskav, ki so izoblikovale potek zgornjegermansko-retijskega limesa in poimenovala taborišča ob meji. Raziskovalna poročila o izkopavanjih so bila objavljena od leta 1894 do razpustitve Komisije leta 1937. Posamezna poročila so nosila naslov Zgornjeretijski limes rimskega cesarstva (ORL), ki je izšel v petnajstih zvezkih, od tega sedem pokriva pot limesa in osem različnih taborišč in utrdb. Dokumenti Cesarske komisije za limes so zdaj v hrambi rimsko-germanske komisije Nemškega arheološkega inštituta. RLK je na posameznih odsekih oštevilčila odseke poti, utrdbe in stražne stolpe (Wp).

### Odseki
Pri tem delu je bila pregledana 550 kilometrov dolga trasa limesa, razdeljena na odseke in opisana. Ta delitev je sledila upravnim mejam v Nemčiji 19. stoletja in ne v starem Rimu:
- Odsek 1: Rheinbrohl – Bad Ems
- Odsek 2:  Bad Ems – Adolfseck pri Bad Schwalbachu
- Odsek 3: Adolfseck pri Bad Schwalbachu – Taunus – Köpperner Tal
- Odsek 4: Köpperner Tal – Wetterau – Marköbel
- Odsek 5: Marköbel – Großkrotzenburg am Main
  - Odsek 6a: Hainstadt – Wörth am Main ( starejša glavna proga )
  - Odsek 6b: Trennfurt – Miltenberg
- Odsek 7: Miltenberg – Walldürn – Buchen-Hettingen (Rehberg)
- Odsek 8: Buchen-Hettingen (Rehberg) – Osterburken – Jagsthausen (novejša proga Odenwald)
- Odsek 9: Jagsthausen – Öhringen – Mainhardt – Welzheim – Alfdorf-Pfahlbronn (Haghof)
- Odsek 10: Wörth am Main – Bad Wimpfen (starejša linija Odenwald/ Neckar-Odenwald Limes )
- Odsek 11: Bad Wimpfen – Köngen (proga Neckar)
- Odsek 12: Alfdorf-Pfahlbronn (Haghof) – Lorch – Rotenbachtal pri Schwäbisch Gmündu (konec zgornjega germanskega limesa, začetek retskega limesa) – Aalen – Stödtlen
- Odsek 13: Mönchsroth – Weiltingen-Ruffenhofen - Gunzenhausen
- Odsek 14: Gunzenhausen – Weißenburg – Kipfenberg
- Oddelek 15: Kipfenberg – Eining

## Zemljevidi
- Der Limes. Rheinbrohl – Holzhausen an der Heide. Topographische Freizeitkarte 1:25000 mit Limes-Wanderweg, Limes-Radweg, Deutsche Limesstraße. Publ.: Državni urad za raziskovanje in geobazične informacije Rhineland-Pfalz v sodelovanju z Državnim uradom za varstvo spomenikov Porenje-Pfalz, varstvo arheoloških spomenikov, Urad Koblenz. – Koblenz: Državni urad za raziskovanje in geobazne informacije v sodelovanju z Državnim uradom za varstvo spomenikov Porenje-Pfalz, Urad Koblenz 2006,ISBN 3-89637-378-1 .
- Offizielle Karte UNESCO-Weltkulturerbe obergermanisch-raetischer Limes v Rheinland-Pfalz von Rheinbrohl bis zur Saalburg (Hessen). Skupno objavili Deutsche Limeskommission, Generaldirektion Kulturelles Erbe – Direktion Archäologie, verein Deutsche Limes-Straße, Landesamt für Vermessung und Geobasisinformation Rheinland-Pfalz. – Koblenz: Landesamt für Vermessung und Geobasisinformation Rheinland-Pfalz 2007,ISBN 978-3-89637-384-7 .